# Xerox Alto
Xerox Alto var en af de første personlige computere beregnet på individuel brug, selv om den ikke var en hjemmecomputer. Den var kostbar, og i modsætning til nutidens pc'er var den ikke baseret på en mikroprocessor. Den blev udviklet ved Xerox PARC og lanceret 1. marts 1973. Xerox Alto var den første computer som benyttede skrivebordsmetaforen, der først blev markedsført kommercielt i forbindelse med den senere Xerox Star. Xerox Alto var også en af de første computere, hvis grafiske brugergrænseflade var baseret på computermusen og på Douglas Engelbarts oN-Line System (NLS) og flere andre opfindelser inden for brugergrænseflader på denne tid.
Xerox Alto var ikke et kommercielt produkt, men flere tusind enheder blev bygget og brugt ved PARC, andre Xerox-faciliteter og flere universiteter i mange år. Den påvirkede designet af computere i flere årtier, deriblandt Macintosh fra Apple og de første arbejdsstationer fra Sun Microsystems.